# Nicolaev
Nicolaev sau Nikolaev (în rusă Николаев), numit mai recent și Mikolaiv, Mâkolaiv, Mîkolaiv (în ucraineană Миколаїв) este un oraș în sudul Ucrainei, port fluvio-maritim, situat de-a lungul limanului râului Bugul de Sud, la circa 65 km de la Marea Neagră și la 113 km nord-est de Odesa. Este centrul administrativ al regiunii Nicolaev și reședința raioanelor Vitovka și Nicolaev. 
A fost fondat ca o bază navală în 1788 de către prințul rus Grigori Potiomkin, după anexarea de către Rusia a țărmului Mării Negre, în apropiere de locul vechii colonii grecești Olbia și a fost numit Nicolaev după Sfântul Nicolae deoarece pe 6 decembrie (când se sărbătorește Sfântul Nicolae) Grigori Potiomkin a obținut o victorie în Războiul Ruso-Turc, cucerind orașul Oceakov. În 1862 a fost deschis un port comercial, iar în 1873 a fost construită o cale ferată spre port. 
În prezent este unul dintre cele mai importante porturi ucrainene de la Marea Neagră, care deservește regiunea Krivoi Rog și ținuturile vaste de stepă producătoare de cereale. Nicolaev este un nod de comunicații și un important șantier naval din Ucraina. Orașul este un important centru industrial: construcții de mașini și utilaje industriale (pompe); industria chimică, textilă (tricotaje), de prelucrare a lemnului (mobilă), a încălțămintei și alimentară. În 1970, a fost construită o uzină de prelucrare a aluminei utilizând bauxita importată. Nicolaev este un oraș modern, fiind un centru cultural cu mai multe teatre și muzee. În 2015, Nicolaev avea 494 400 de locuitori.

## Demografie
Conform recensământului din 2001, majoritatea populației orașului Nicolaev erau formată din ucraineni.
| Naționalitate | 1926  | 1939  | 1959  | 1989  | 2001  |
| ------------- | ----- | ----- | ----- | ----- | ----- |
| Ucraineni     | 29.9% | 49.7% | 59.7% | 63.2% | 72.6% |
| Ruși          | 44.6% | 31.0% | 30.3% | 31.2% | 22.6% |
| Evrei         | 20.8% | 15.2% | 6.8%  | 2.1%  | 0.5%  |
| Belaruși      | 0.3%  | 0.7%  | 1.0%  | 1.1%  | 0.8%  |

## Personalități născute aici
- Lillian Rosanoff Lieber (1886 - 1986), matematiciană americană;
- Katia Granoff (1896 - 1989), poetă franceză;
- Konstantin Umanski (1902 - 1945), diplomat;
- Menachem Mendel Schneerson - ”rabinul din Lubavici” (1902 - 1984), rabin american, conducătorul mișcării religioase hasidice Habad;
- Nikolai Eghipko (1903 - 1985), viceamiral sovietic;
- Klim Ciuriumov (1937 - 2016), astronom;
- Oksana Țîhulova (n. 1973), sportivă la gimnastică la trambulină⁠(d);
- Vitali Kim (n. 1981), om de afaceri, politician;
- Olena Hladîr (n. 1987), scrimeră;
- Illea Kvașa (n. 1988), sportiv la sărituri în apă;
- Olha Harlan (n. 1990), scrimeră.

## Istorie
Imperiul Rus 1789–1917

 RSS Ucraineană 1920–1922

 Uniunea Sovietică 1922–1991

 Ucraina 1991–prezent 